# André-Jacques Marie
Pour les articles homonymes, voir Marie.

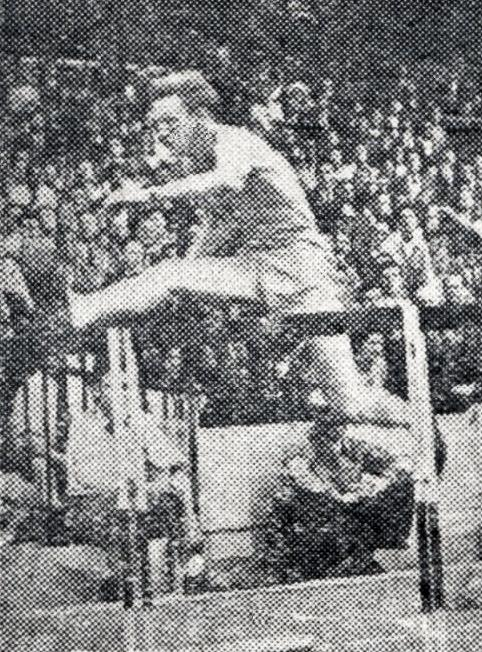
André-Jacques Marie, 2e de France-Belgique-Suisse en juillet 1947.

André-Jacques Marie (né le 14 octobre 1925 au Cap-d'Ail) est un athlète français, spécialiste du 110 mètres haies.

## Biographie
Il participe au 110 m haies des Jeux olympiques de 1948, à Londres, et y atteint les demi-finales.
En 1950, il remporte le titre du 110 m haies des championnats d'Europe, à Bruxelles, devant le Suédois Ragnar Lundberg et le Britannique Peter Hildreth.
Il remporte cinq titres de champion de France du 110 m haies, en 1947, 1948, 1949, 1950 et 1951. Il améliore à trois reprises le record de France du 110 m haies, le portant à 14 s 7 et 14 s 5 en 1948, puis 14 s 4 en 1949. Ce dernier record ne sera battu qu'en 1956 par Edmond Roudnitska.
Il compte 27 sélections en équipe de France A de 1946 à 1951 (15 victoires internationales).
Il a exercé à compter de 1951 le métier de dessinateur dans un cabinet d'architecture et d'urbanisme.
De 1979 à 1983, il est le président du Groupement des internationaux français d'athlétisme.

## Palmarès

### International
| Date | Compétition           | Lieu      | Résultat | Épreuve     | Performance |
| ---- | --------------------- | --------- | -------- | ----------- | ----------- |
| 1950 | Championnats d'Europe | Bruxelles | 1er      | 110 m haies | 14 s 6      |

Il est champion d'Europe en 1950

### National
- Championnats de France d'athlétisme :
  - vainqueur du 110 m haies en 1947, 1948, 1949, 1950 et 1951

## Records
| Épreuve     | Performance | Lieu  | Date         |
| ----------- | ----------- | ----- | ------------ |
| 110 m haies | 14 s 4      | Paris | 25 juin 1949 |

- Il améliore à trois reprises le record de France du 110 mètres haies en 1948 et 1949.